# Leyla Vakilova
Leyla Vakilova (en azerí: Leyla Vəkilova; Bakú, 29 de enero de 1927 – Bakú, 20 de febrero de 1999) fue bailarina y coreógrafa de Azerbaiyán.

## Biografía
Leyla Vakilova nació el 29 de enero de 1927 en Bakú. En 1943 se graduó de la escuela de coreografía. De este año empezó a trabajar en el Teatro de Ópera y Ballet Académico Estatal de Azerbaiyán. En 1945-1946 estudió en la Academia estatal de coreografía de Moscú.  Desde 1953 enseñó en la escuela de coreografía de Bakú.
Leyla Vakilova murió el 20 de febrero de 1999 en Bakú y fue enterrada en el Callejón de Honor.

## Actividades
- “La bella durmiente” de Piotr Ilich Chaikovski
- “El lago de los cisnes” de Piotr Ilich Chaikovski
- “Giselle” de Adolphe Adam
- “El cascanueces” de Piotr Ilich Chaikovski
- “La Torre Doncella” de Afrasiyab Badalbeyli
- “Las sílfides” de Frédéric Chopin
- “Don Quijote” de Ludwig Minkus
- “Gulshen” de Soltan Hajibeyov

## Premios y títulos
- Artista de Honor de la RSS de Azerbaiyán (1955)
- Artista del Pueblo de la RSS de Azerbaiyán (1958)
- Artista del pueblo de la URSS (artes escénicas) (1967)